# Maria Teresa (comediante)
Maria Teresa, nome artístico de Teresa Palazoli Fróes (Cabreúva, 13 de março de 1936 — São Paulo, 14 de agosto de 1999), foi uma atriz e comediante brasileira.

## Biografia
Descendente de imigrantes italianos pelo lado paterno, Maria Teresa iniciou a carreira artística em 1951 na Rádio São Paulo atuando em radionovelas. Na mesma rádio iniciou sua carreira na comédia. Chegou a ganhar o Troféu Roquette Pinto em 1956 como melhor atriz de rádio daquele ano. Em 1957 se transfere para a Rádio Record, que também pertencia as Emissoras Unidas.
Sua carreira começou quando participou de radionovelas e passou por quase todas as redes nacionais de televisão do Brasil, em que apresentou e participou de vários programas. Foi contratada pela TV Excelsior, na qual estreou um programa próprio, Maria Teresa Show.  Fez muito sucesso interpretando a personagem "Marieta" em dupla com Murilo Amorim Correa, o "Vittorio", tendo gravado sete LPs com histórias deste casal de italianos. Maria Teresa foi a comediante feminina que mais venceu prêmios, tendo ganho vários Troféu Imprensa e prêmios Roquete Pinto, o mais importante prêmio da TV brasileira na década de 60.
Na década de 1980, interpretou a personagem "Mãe Mundinha", famosa pelo bordão "Quem furunfou, furunfou, quem não furunfou, não furunfa mais", pelo qual ganhou o Troféu Imprensa de 1982. Naquele mesmo ano, Sílvio Santos gravou uma música de carnaval utilizando o bordão de Mãe Mundinha como refrão. Em 1963 casou-se com o radialista Luís Roberto Fróes.
Na década de 1970 foi várias vezes censurada e impedida de trabalhar pela ditadura militar, devido às críticas sociais de alguns de suas várias personagens, como o engraxate "Zé Galinha".  Outra personagem que merece destaque é a velha "Teresoca", que interpretou em parceria com Adoniran Barbosa, o "Charutinho", no programa de rádio "História das Malocas", campeão de audiência da rádio Record na década de 50, e que produziu um LP com a dupla.
Sua carreira de sucesso foi coroada em 1992, quando chegou a ter um programa especial no SBT, chamado Maria Teresa Especial, em que além de Vamércia, a fofoqueira, ela interpretou suas outras personagens famosas como Mãe Mundinha, a velha Teresoca, a italiana Marietta esposa de Vittorio, Tártara, Zé Galinha, entre outras.
Teve um quadro fixo no programa A Praça É Nossa entre maio de 1987 e julho de 1995 interpretando a fofoqueira Dona Vamércia, com seu inconfundível bordão "Minha boca é um túmbalo!". A personagem foi criada na década de 1950 por Maria na TV Record e foi novamente revivida no SBT. Vamércia ficava à janela da Praça e fazia fofocas dos personagens e convidados. Ela trabalhou na Praça até 1995 quando teve de se afastar por problemas de saúde. Outra personagem que interpretava era Lady Grace Benedita, uma cantora que fingia falar inglês e só enrolava, proferindo palavras sem sentido em inglês, misturando com o português.

## Trabalhos

### Televisão
| Ano       | Título                | Emissora     |
| --------- | --------------------- | ------------ |
| 1958-1959 | Histórias da Maloca   | RecordTV     |
| 1961      | Grande Show União     | RecordTV     |
| 1961      | O Riso é o Limite     | TV Rio       |
| 1963      | Maria Teresa Show     | TV Excelsior |
| 1963      | São Paulo Se Diverte  | TV Excelsior |
| 1967      | Praça da Alegria      | RecordTV     |
| 1970      | Café Sem Concerto     | Rede Tupi    |
| 1971-72   | Central do Riso       | Rede Tupi    |
| 1972-1973 | Bronco Total          | RecordTV     |
| 1974      | Agência Lig-Pag       | Rede Tupi    |
| 1975      | Domingo é Dia de Show | Rede Tupi    |
| 1975      | Alegríssimo           | Rede Tupi    |
| 1976      | Bacará 76             | TVS RJ       |
| 1978      | Risotheque            | Rede Tupi    |
| 1981      | Reapertura            | SBT          |
| 1982      | Pensão da Inocência   | SBT          |
| 1983      | Show Riso             | SBT          |
| 1983      | Feira do Riso         | SBT          |
| 1987-1995 | A Praça É Nossa       | SBT          |
| 1993      | Maria Teresa Especial | SBT          |

## Morte
Maria Teresa ficou internada no Hospital São Camilo se recuperando de um infarto, recebeu alta médica e estava sob cuidados médicos quando teve complicações provocadas por um edema pulmonar agudo. Morreu no dia 14 de agosto de 1999. Maria Teresa tinha doença de Parkinson.

## Prêmios
- 1983 - Troféu Imprensa (venceu)
- 1984 - Troféu Imprensa (venceu)
- 1989 - Troféu Imprensa (venceu) [10]